# Виллель, Жан-Батист
Жан-Батист (Баптист) Гийом Жозеф Мари Анн Серафен, граф де Виллель (фр. Jean-Baptiste Guillaume Joseph Marie Anne Séraphin, comte de Villèle; 14 апреля 1773, Тулуза — 13 марта 1854, там же) — французский государственный деятель эпохи Реставрации, премьер-министр в 1821-28 годах.

## Биография
В юношеском возрасте Жан-Батист Виллель отправился со своим родственником Сан-Феликсом в Вест-Индию, где и прожил несколько лет.
Затем попал на остров Бурбон (ныне Реюньон), где поступил на службу к богатому плантатору и женился на его дочери. Он пользовался большим влиянием и во внутренних делах острова, и при защите его от Англии и против Конвента.
В 1803 году он возвратился во Францию и поселился в Тулузе, где и жил частным человеком во все время Империи в силу своих симпатий к Бурбонам. Реставрация открыла для него политическое поприще, и он бросился на него с энтузиазмом, мечтая о восстановлении абсолютизма в том виде, как он существовал во Франции до революции.
Когда Людовик XVIII обещал дать стране конституцию, Виллель напечатал резкую брошюру, доказывая необходимость восстановления абсолютной монархии. Это дало монархистам первый случай заметить и оценить его, а когда он доказал свою преданность Бурбонам и во время Ста дней, его не замедлили наградить: при вторичной реставрации Бурбонов Жан-Батист Виллель получил должность тулузского мэра и вслед за тем был избран депутатом в пресловутую реакционную палату 1815 года. Парламентская деятельность, начавшаяся с этой поры для Виллеля, оказала влияние на его взгляды. Обладая недюжинным красноречием и способностью к делам, он успел достигнуть видного положения в рядах ультрароялистской партии, и уже это настроило его более примирительно по отношению к конституционализму. Не отступаясь от своих симпатий к сильной власти, он начал теперь стремиться не к ниспровержению конституционализма, а к подчинению его своим видам, и скоро приобрёл значение одного из главарей той группы роялистов, которая заняла враждебное положение по отношению к умеренно-либеральному кабинету Эли Деказа.
Когда после убийства герцога Беррийского (13 февраля 1820 года) эта группа получила перевес, Виллель считался уже выразителем мнений большинства палаты. Тем не менее, король, подозрительно смотревший на ультрароялистов, после падения кабинета Деказа поручил составление нового кабинета не Виллелю, а герцогу Ришельё. При этом правительстве Виллель в качестве главного оратора ультрароялистов много способствовал проведению нового избирательного закона, в силу которого крупные землевладельцы, то есть по преимуществу дворянство, получали значительный перевес в деле избрания депутатов над другими общественными классами. Когда после дополнительных выборов в палату в октябре 1820 года, происходивших согласно этому закону, ультрароялисты ещё более усилились, а либералы ослабели, Ришельё увидел себя вынужденным в декабре того же года принять Виллеля и двух его единомышленников, Корбьера и Лене, в состав своего правительства в качестве министров без портфелей. Несмотря на эту уступку, крайние роялисты смотрели на правительство Ришельё лишь как на переходную комбинацию и не замедлили проявить свою враждебность по отношению к нему, когда новые выборы в 1821 году на 88 избранных депутатов дали 60 приверженцев крайней правой. Виллель, Корбьер и Лене вышли из кабинета ещё до начала сессии 1822 года, а вслед за тем он пал.
Новое правительство было составлено уже исключительно из членов ультрароялистской партии; в нём Виллель получил портфель министра финансов. Уступая антипатии короля и аристократическим вкусам своей партии, Виллель предоставил на первое время председательство в кабинете Монморанси и деятельно принялся за упорядочение финансов. Занявшись этим делом, он выказал себя противником войны с Испанией, которой требовали ультрароялисты для подавления испанской конституции. Он не решился, однако, пожертвовать своим положением и, уступая господствующему течению, посягнул на свободу испанского народа. Французские войска восстановили деспотизм Фердинанда VII, но этот поход расстроил начавшие было поправляться финансы Франции. Между тем Жан-Батист Виллель, сделавшись президентом совета министров, задумал упрочить своё положение продлением пятилетнего срока, на который избиралась палата, до семи лет. С этой целью в конце 1823 года палата была распущена и созвана новая, в марте 1824 года, причём на выборах правительство пустило в ход все средства, бывшие в его руках, прибегая к обману и насилию.
Результаты были поразительно благоприятны для него: в новой палате либералов было лишь 18 человек, самые крайние роялисты также были ослаблены и насчитывали не более 110 голосов, а громадное большинство в 300 человек безусловно шло за правительством. Это бессилие оппозиции скорее повредило Виллелю, так как господствующая партия, не сдерживаемая противниками извне, распалась на враждебные друг другу группы. Предложенный правительством проект конверсии государственного долга, пройдя в палате депутатов, был отвергнут пэрами при энергическом содействии Шатобриана. Виллель, однако, и после этого поражения не думал уступать и наказал Шатобриана, отняв у него министерский портфель.
Со смертью Людовика XVIII (17 сентября 1824 года) и восшествием на престол вдохновителя крайних роялистов, графа д’Артуа, под именем Карла X, эта партия приобрела ещё большее значение, а положение правительства стало ещё более трудным, так как оно лишено было теперь и поддержки короля в тех случаях, когда пыталось протестовать против неумеренных требований крайне правых. Жан-Батист Виллель шёл поэтому всё дальше и дальше по скользкому пути реакции, поддаваясь, согласно взглядам Карла X, даже влиянию духовенства. Правительство предлагало один за другим законы, грозившие тяжёлыми наказаниями за святотатство, назначавшие вознаграждение эмигрантам за конфискованные у них имения, стеснявшие печать и т. д. Но, не находя себе противодействия в палате депутатов, Виллель встретил его в палате пэров, отвергшей законы о майоратах и о строгой цензуре для прессы.
В обществе, заподозрившем короля и министров в стремлении к абсолютизму, недовольство тем временем все возрастало и выразилось в целом ряде демонстраций, из которых самой внушительной была демонстрация национальной гвардии на королевском смотру 29 апреля 1827 года, когда гвардейцы приветствовали Карла X виватами в честь хартии, а возвращаясь со смотра, кричали: «Долой правительство!». По распоряжению совета министров, утверждённому королём, национальная гвардии была распущена; затем Виллель задумал сломить сопротивление верхней палаты, назначив в неё сразу 76 новых пэров. Но так как эта мера ослабляла правительственное большинство в палате депутатов, из которого взяты были новые пэры, то последняя была распущена и назначены новые выборы.
Новая палата была решительно враждебна правительству Виллеля; никакие частные уступки и пожертвования отдельными лицами не могли спасти его, и в последних числах декабря 1827 года Жан-Батист Виллель со своими товарищами, не встречая поддержки и со стороны короля, подал в отставку. Его правительство, прозванное «плачевным правительством», уступило своё место кабинету Мартиньяка. Сам Виллель был переведён в палату пэров с титулом графа и заседал в ней до Июльской революции; после неё он уехал в Тулузу, где и жил частным человеком до самой смерти, последовавшей 13 марта 1854 года. В конце XIX века изданы мемуары Жана-Батиста Виллеля.